# Katanga-Franc

Vorder- und Rückseite der Münzen zu 5 Francs und 1 Franc

Der Katanga-Franc war von 1960 bis 1963 die Währung der vom Kongo (Kinshasa) abtrünnigen Provinz Katanga.
Der Katanga-Franc war anfänglich sowohl zum Kongo-Franc, als auch zum belgischen Franc paritätisch. Unmittelbar nach der einseitig erklärten Unabhängigkeit wurde eine provisorische Banknoten-Serie zu 5, 10, 20, und 50 Francs aus dem Ruanda-Burundi-Franc des belgischen UN-Treuhandgebietes Ruanda-Urundi durch Aufdruck hergestellt. Ende 1960 wurde eine Banknotenserie zu 10, 20, 50, 100, 500 und 1000 Francs mit einem einheitlichen Motiv (Porträt von Moïse Tschombé) emittiert. Zusätzlich gab es auch Münzen zu 1 und 5 Francs mit der Abbildung des Katanga-Kreuzes auf der Wertseite.
Aufgrund der Zunahme der Inflation ab Ende 1961 wurden besonders die hohen Werte knapp, so dass die Banque Nationale du Katanga von Februar bis Mai 1962 eine neue Banknotenserie mit Scheinen zu 500, 1000 und 5000 Francs ausgab. Diese zweite Serie zeigt unterschiedliche Szenen aus Landwirtschaft und Handwerk.
Im Jahre 1961 wurde eine goldene 5-Francs-Anlagemünze geprägt.
Nach dem Ende der Sezession wurde wieder der Kongo-Franc verwendet.